# Melicertissa rosea
Melicertissa rosea is een hydroïdpoliep uit de familie Laodiceidae. De poliep komt uit het geslacht Melicertissa. Melicertissa rosea werd in 1984 voor het eerst wetenschappelijk beschreven door Bouillon. 